# 横浜市立山下みどり台小学校
横浜市立山下みどり台小学校（よこはましりつ やましたみどりだいしょうがっこう）は、神奈川県横浜市緑区北八朔町にある公立小学校。

## 沿革
出典
- 2004年（平成16年）
  - 4月 - 山下小学校から分離し、開校。
  - 11月 - 学校教育目標決定。
  - 12月 - 校歌と校章を決定。
- 2005年（平成17年）10月 - 学校応援隊発足。
- 2006年（平成18年）3月 - 太陽光発電システムを設置。
- 2007年（平成19年）2月 - みどりの森植樹祭を行った。
- 2008年（平成20年）5月 - 創立5周年記念航空写真撮影を行った。
- 2009年（平成21年）10月 - 学校運営協議会発足。
- 2013年（平成25年）
  - 5月 - 創立10周年記念航空写真撮影を行った。
  - 6月 - YM10周年記念祭開催。
  - 11月 - 創立10周年記念式・記念式典挙行し、祝賀会開催。
- 2018年（平成30年）5月 - 創立15周年記念航空写真撮影を行った。
- 2023年（令和5年）11月2日 - 開校20年記念式挙行。

## 学校教育目標
- 互いの考えを認め合い、よりよく問題を解決する力を育てます。（知）
- 自分のよさに気づき、自分らしさを発揮していく力を育てます。（徳）
- すこやかな心と体、豊かな感性を育てます。（体）
- 自分の言動に責任をもち、進んで行動しようとする態度を育てます。（公）
- 様々な人とのコミュニケーションを通して、共に生きようとする心を育てます。（開）

## 学区と進学先中学校
出典

### 通学区域
- 緑区
  - 北八朔町（211番地～299番地・400番地～1246番地・1248番地～1256番地・1273番地・1900番地以降）
  - 西八朔町（全域）

### 進学先中学校
公立中学校に進学する場合
- 横浜市立緑が丘中学校

## アクセス
- 東急バス「青82」系統で、
  - 「北八朔住宅」バス停から、徒歩約100m・約2分。
  - 「北八朔公園江古田口」バス停から、徒歩約180m・約3分。
- 東急電鉄田園都市線青葉台駅から、上述の東急バス「青82」系統に乗車し、「北八朔住宅」バス停又は「北八朔公園江古田口」バス停下車後、徒歩。

## 学校周辺
- 北八朔公園
- 学校法人小嶋学園八朔幼稚園 - 進学前幼稚園のひとつ
- 北八朔第二公園